# Penelope Spheeris

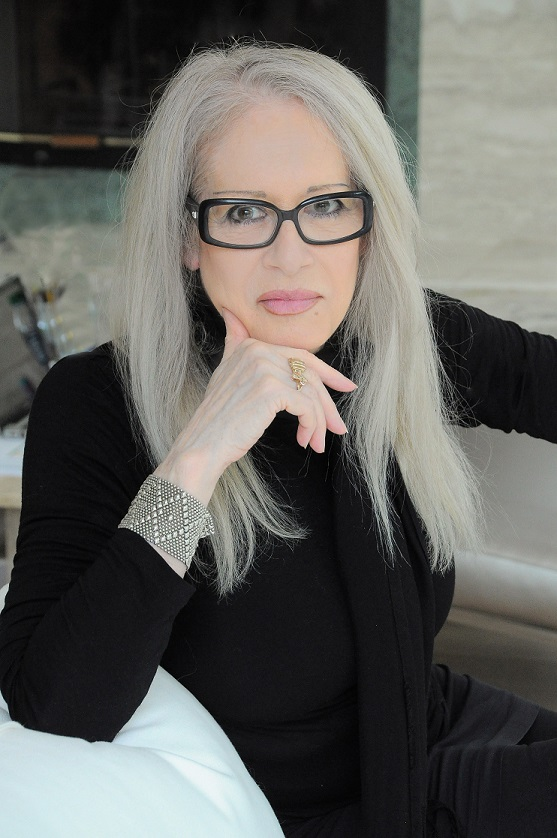
Penelope Spheeris (2013)

Penelope Spheeris (* 2. Dezember 1945 in New Orleans, Louisiana) ist eine US-amerikanische Filmregisseurin, Filmproduzentin und Drehbuchautorin.
Sie wurde in den USA als Dokumentarfilmregisseurin mit der Trilogie The Decline of Western Civilization bekannt.
Neben ihren Dokumentarfilmen führte sie auch bei Kinofilmen Regie. Ihr erfolgreichster Film ist Wayne’s World.

## Leben
Spheeris wurde als erstes von vier Kindern in New Orleans Louisiana geboren. Ihre Eltern sind griechische Einwanderer. Ihr Vater war der Besitzer des Zirkus Magic Empire Shows und ihre Mutter war Eintrittskartenverkäuferin.
Spheeris ist die Schwester des Singer-Songwriters Jimmie Spheeris und ihr Cousin Costa-Gavras ist ebenfalls Regisseur. Penelope reiste die ersten sieben Jahre mit dem elterlichen Zirkus durch Amerika, bis ihr Vater umgebracht wurde. Von da an unterhielt die Mutter die Familie mit Gelegenheitsjobs.
Sie hat ihren Master of Fine Arts für Theater in der UCLA in Los Angeles, Kalifornien gemacht.

### Karriere
Anfänglich hat Penelope Spheeris kleinere Projekte für Albert Brooks für die erste Staffel der US-amerikanischen Fernsehserie Saturday Night Live produziert. Ihr erster Film, den sie 1981 produzierte und gleichzeitig Regie führte, war der Dokumentarfilm über den Punkrock The Decline of Western Civilization.
Das Sequel davon, The Decline of Western Civilization Part II: The Metal Years, handelt von der Metal-Szene aus Los Angeles und enthält Interviews von den Bands Kiss, Ozzy Osbourne, Aerosmith, Megadeth und Motörhead. Der dritte Teil der Trilogie, handelt wieder über die Punkrock-Szene in den Straßen von Los Angeles.
Für ihr Western-Roadmovie Dudes – Halt mich fest, die Wüste bebt!, bei dem u. a. Jon Cryer und Daniel Roebuck vor der Kamera standen, erhielt sie überwiegend schlechte Kritiken. Im Anschluss schrieb sie einige Folgen für die Fernsehserie Roseanne (1988–1997). Der Durchbruch gelang ihr mit der Filmkomödie Wayne’s World (mit Mike Myers in der Hauptrolle, der auch das Drehbuch schrieb) und der ihr bisher erfolgreichster Film ist. 1996 nahm sie wieder einen Dokumentarfilm auf, We Sold Our Soul for Rock 'n' Roll über das Ozzfest, wobei Sharon Osbourne als Produzentin fungierte.
Danach widmete sich Penelope wieder dem Kino und produzierte bzw. führte Regie bei Die Beverly Hillbillies sind los, Die kleinen Superstrolche (mit Drehbucharbeiten), Black Sheep (mit Chris Farley), Senseless (mit Marlon Wayans) und The Kid & I (mit Tom Arnold). Anfang 2010 führte sie Regie bei Who is Brad Lenz? und hat zwei weitere Projekte für das Filmjahr 2010, High School Sweethearts mit Emma Roberts und die Komödie Balls to the Wall.
Die Filme von Penelope Spheeris wurden auf feministischen Filmfestivals gezeigt wie dem Portland Oregon Womens Film Festival, zu dem sie 2013 und 2014 als Ehrengästin geladen wurde.

## Filmografie (Auswahl)
- 1968: Uncle Tom's Fairy Tales
- 1972: I Don't Know
- 1979: Aus dem Leben gegriffen (Real Life)
- 1981: The Decline of Western Civilization
- 1983: Suburbia – Rebellen der Vorstadt (Suburbia )
- 1985: Blind Rage (The Boys Next Door)
- 1986: Hollywood Cop (Hollywood Vice Squad)
- 1987: Dudes – Halt mich fest, die Wüste bebt! (Dudes)
- 1988: The Decline of Western Civilization Part II: The Metal Years
- 1990: Thunder and Mud
- 1992: Wayne’s World
- 1993: Die Beverly Hillbillies sind los! (The Beverly Hillbillies)
- 1994: Die kleinen Superstrolche (The little Rascals)
- 1996: Black Sheep
- 1998: Senseless
- 1998: The Decline of Western Civilization Part III
- 1998: The Thing in Bob’s Garage
- 1999: Hollyweird
- 2001: Posers
- 2001: Closers
- 2001: We Sold Our Souls for Rock 'n Roll
- 2003: The Crooked E: The Unshredded Truth About Enron
- 2005: The Kid & I
- 2008: Gospel According to Janis
- 2011: Five (Fernsehfilm)